# Miles City
Miles City – miasto (city), ośrodek administracyjny hrabstwa Custer, we wschodniej części stanu Montana, w Stanach Zjednoczonych, położone nad ujściem rzeki Tongue do Yellowstone. W 2009 roku miasto liczyło 8123 mieszkańców.
Miasto założone zostało w 1887 roku i nazwane na cześć generała Nelsona Milesa.